# ジョヴァンニ・パチーニ
ジョヴァンニ・パチーニ（Giovanni Pacini 1796年2月11日 - 1867年12月6日）は、イタリアの作曲家。オペラによって最も知られる。
パチーニの25作品程度のオペラは、ジョアキーノ・ロッシーニがイタリアのオペラ界を席巻していた時代に書かれたものであった。パチーニ自身も後年に回顧録『Memoirs』で率直に認めたように、彼のオペラは「かなり外面的」であった。数年間、「ナポリのサン・カルロ劇場の支配人」の職を務めたこともあった。その後、引退して音楽学校を設立すべくヴィアレッジョへと向かい、時間をかけてイタリアオペラの現状を評価する。そして作曲の筆を折った5年の間に、回顧録へと自らの考えを書き著した。彼と同様にこの時代のオペラの長所と欠点を再評価したサヴェリオ・メルカダンテの場合と同じく、パチーニもスタイルを変化させることになる。しかしながら、イタリアオペラ界に台頭してきたジュゼッペ・ヴェルディの影響の影に瞬く間に隠れてしまい、流行遅れとなったパチーニのオペラの多くは、イタリア国外では仮に上演されたとしてもその機会は稀であった。録音もいくつか存在するものの、パチーニ作品の大半は今日では忘れられている。

## 生涯
パチーニはシチリアのカターニアに生まれた。ブッフォであった父のルイジ・パチーニは、ジョヴァンニのオペラが初演される舞台に幾度も上がっている。一家は元来トスカーナ州に居住していたが、偶然カターニアへと移ってきたところであり、そこでジョヴァンニが生まれることになった。
パチーニは生涯に74作品のオペラを作曲した。これまで総作品数は80から90作品程度であると見積もられていたが、その多くが同じ曲に異なる名前を付されたものであったことが確認されている。パチーニが「和声と楽器法に悩むことはほとんどなかった」とされており、これはロッシーニも証言するところであった。ロッシーニは「神は音楽を知っていれば我々を助けて下さる。誰も神には逆らえないのだ。」と述べている。パチーニがロッシーニの実力、並びにこの時期には彼が支配的であったことを認識していたのは確実である。「誰もが同じ楽派、同じ流行へと右へ倣えした結果、彼らは皆、偉大な指導者の模倣に陥ってしまった。（中略）もし私がペーザロ出身の巨匠の信奉者だったならば、他の誰もがそうなっていたことだろう。」
ロッシーニが1824年にパリへ拠点を移すと、パチーニ及び同時代の音楽家たち（ジャコモ・マイアベーア、ニコラ・ヴァッカイ、ミケーレ・カラファ、カルロ・コッチャ、ヴィンチェンツォ・ベッリーニ、ガエターノ・ドニゼッティ、フェデリコとルイジのリッチ兄弟、サヴェリオ・メルカダンテ）は共にイタリア・オペラの特性を変質させ始め、ベルカント唱法を新たな方向として据えた。管弦楽法は重厚になり、コロラトゥーラは特に男声では削減され、感情豊かな情念により重きが置かれた。例外も存在したものの、ロマン的な立役者はテノールに割り振られた（ロッシーニの時代には、そうした役柄は多くの場合アルトやメゾソプラノの女性が担った）。悪役はバス、その後バリトンが受け持った（ロッシーニの時代はテノールであることが多かった）。時代が下り、劇性にずっと多くの力点が置かれた。
こうした変革を指導したパチーニの役割は、今日になってやっと知られ始めたところである。パチーニ及び同時代のヴァッカイが、これまで考えられていた以上にベッリーニへ強い影響を与えたことにはほとんど疑いの余地はない。こうした姿勢の変化は鍵となる2つの作品の復権に見ることができる。ヴァッカイの『Giulietta e Romeo』とパチーニの『L'ultimo giorno di Pompei』、いずれも1825年に数週間違いで完成された作品である。

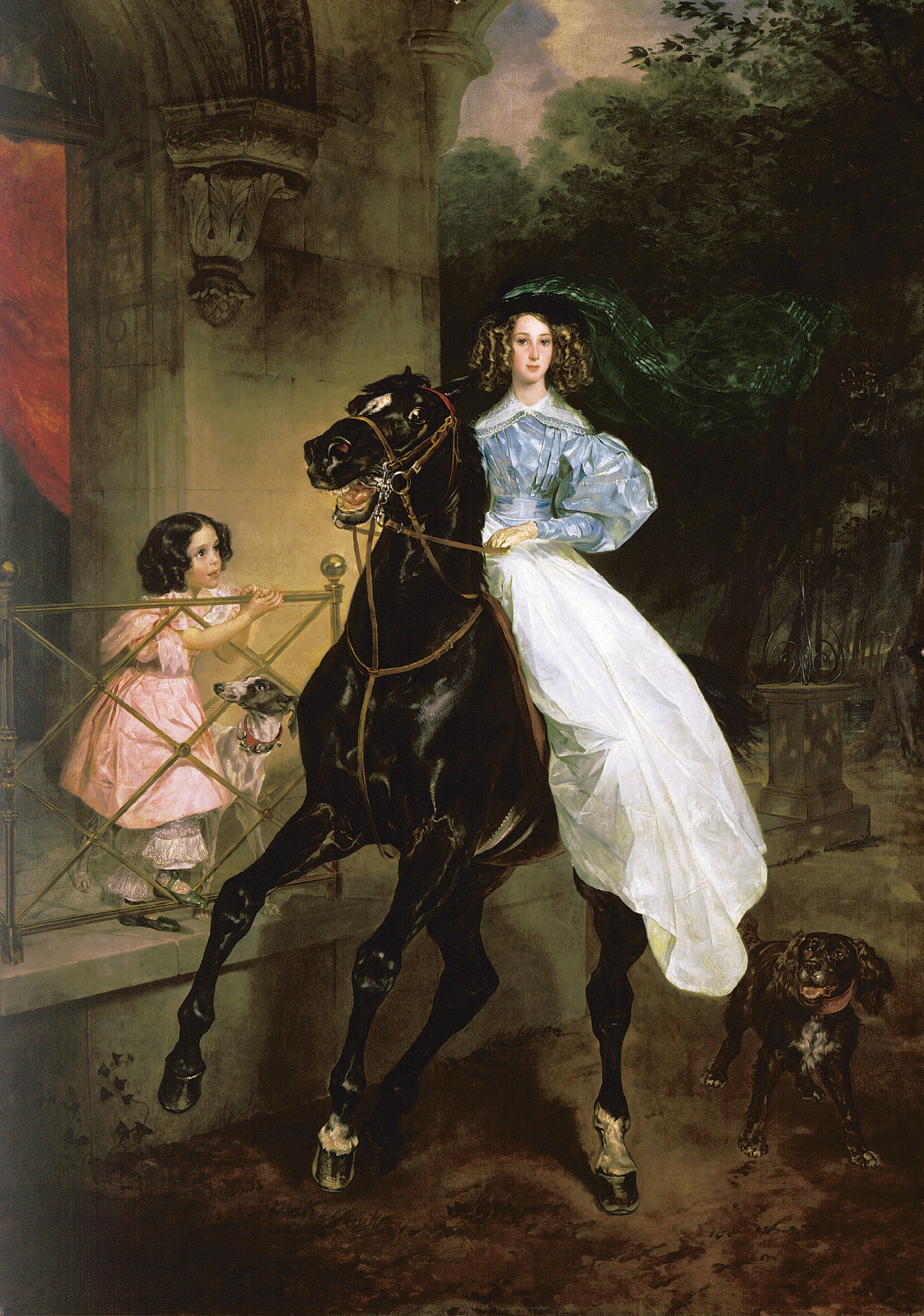
パチーニの娘、ジョヴァンニアとアマチリア。1832年、カール・ブリューロフ画

小規模なオペラの数々、特に『Il Barone di Dolsheim, La sposa fedele』や『La schiava in Bagdad』（どれも1818年から1820年の作曲）が成功を収めたことで、パチーニはイタリアでも屈指の作曲家となっていった。さらに『Alessandro nelle Indie』、『Amazilia』、そして先述の『L'Ultimo giorno di Pompei』といった作品が矢継ぎ早に成功を収め、彼の地位はより一層高まっていった。
『Alessandro nelle Indie』では、タイトルロールのアレッサンドロはバリトン的テノールのアンドレア・ノッツァーリを念頭に作られたが、ミラノの再演の際にこの役を歌ったのはより軽い声を持つジョヴァンニ・ダヴィッドであった。これはパチーニの新たな方向を目指そうという希望の現れである。『Arabi nelle Gallie』は世界中の主要な舞台の多くで上演され、初めてアメリカに渡ったパチーニのオペラとなった。この作品はイタリアでも頻繁に取り上げられた。ベッリーニが初の成功作『海賊』によって、テアトロ・アラ・スカラで『Arabi nelle Gallie』の公演回数を超えたのは、1830年になってからであった。一般的には知られていないが、1820年代のイタリアにおいてロッシーニと最も熾烈な競争を繰り広げたのは、ドニゼッティ、メルカダンテ、ベッリーニではなく、パチーニであった。
その後に生まれた多くのオペラは完全に忘れられている。しかしながら、その中のひとつ『Il corsaro』は、ピアノ伴奏版だけであったが2004年に173年ぶりに蘇演されている。この作品は、後年作曲されたヴェルディの同名のオペラと多くの点で異なっている。タイトルロールのCorradoはアルトのムジーコの役であり、悪役のSeidはテノールであった。
しかしながら、まずベッリーニが、続いてドニゼッティがパチーニの名声を凌ぐようになる。1835年の『Carlo di Borgogna』をはじめとするパチーニの後期オペラは失敗に終わっている。しかし、この作品は現在CDで入手可能な数少ないパチーニ作品のひとつであり、好意的な評を多く得ている。パチーニ自身は自らの明らかな敗北を真っ先に認め、回顧録の中に次のように記した。「自分がこの世界から引退せねばならないと気付き始めた。ベッリーニ、あの神々しいベッリーニは私を超越している。」数年後、作曲を再開したパチーニはいま一度挫折を味わった後、『Saffo』で大きな成功を収めることになる。
『Saffo』以降、パチーニは再び栄光の時期に入った。ドニゼッティはパリへ赴き、ベリーニは他界、メルカダンテの主な成功作もパチーニには及ばず、唯一ヴェルディだけが重要な競争相手となった。この時期のパチーニの成功作品には『La fidanzata corsa』、『Maria, regina d'Inghilterra』、『Medea』、『Lorenzino de' Medici』、『Bondelmonte』、『Stella di Napoli』、そして『La regina di Cipro』がある。『Allan Cameron』はチャールズ2世が王位に就く前に、彼の幼少期を扱った作品として特筆される。対照的にヴェルディは1844年までに『ナブッコ』、『十字軍のロンバルディア人』、『エルナーニ』を書き上げ、パチーニを追い越していった。
この時期の名声は長く続くが緩やかに弱まっていき、以降は『La punizione』、『Il saltimbanco』、『Niccolò de' Lapi』がそこそこの成功を収めたにすぎなかった。
パチーニは1867年にトスカーナ州のペーシャで生涯を終えた。彼は生涯を通じて質の高い音楽を数多く生み出した。70を超える彼の舞台作品は、ロッシーニ（オペラ41作）やヘンデル（オペラ43作）にすら比肩し得るものである。また、パチーニの名は歴史上でも指折りの多作なオペラ作曲家であるドニゼッティと共に常に記憶されていくだろう。

## オペラ
パチーニのオペラ一覧（英語版記事）を参照。